# Роз, Линдсей
Линдсей Роз (фр. Lindsay Rose; родился 8 февраля 1992 года в Ренне, Франция) — маврикийский футболист французского происхождения, защитник клуба «Легия» и сборной Маврикия.

## Клубная карьера
Роз — воспитанник клуба «Ренн» из своего родного города. В 2008 году он перешёл в академию «Лаваля», где продолжил обучение, а в дальнейшем заключил свой первый профессиональный контракт. В начале 2010 года он был включён в заявку команды. 9 апреля в матче против «Шатору» Линдсей дебютировал в Лиге 2. 18 марта 2011 года в поединке против «Гренобля» Роз забил свой первый гол за «Лаваль».
В начале 2013 года он перешёл в «Валансьен». Сумма трансфера составила 1,5 млн евро. 19 января в матче против «Аяччо» Роз дебютировал в Лиге 1. 11 мая в поединке против своего родного клуба «Ренн» Линдсей забил свой первый гол за «Валансьен». Значительную часть своего второго сезона в Валансьене Роз пропустил из травмы, полученной в октябре 2013 года. В строй он вернулся лишь в апреле следующего года.
Летом 2014 года Роз перешёл в лионский «Олимпик», заплативший за него 1,8 млн евро. Контракт был подписан на четыре года. 10 августа в матче против «Ренна» он дебютировал за новый клуб. В том же сезоне Линдсей стал финалистом Кубка Франции. В 2015 году он помог клубу занять второе место в чемпионате. Закрепиться в составе «Олимпика» Розу не удалось, в августе 2015 года он был близок к переходу в итальянскую «Фиорентину». Однако он остался в «Лионе» и за следующие полгода сыграл лишь один матч за «Олимпик». В октябре клуб отстранил Линдсея от работы с основой из-за потасовки с партнёром по команде Корентеном Толиссо.
В январе 2016 года Роз был отдан в полугодичную аренду клубу «Лорьян». 3 февраля в матче против «Пари Сен-Жермен» Линдсей дебютировал за новую команду. Он сумел закрепиться в основном составе и сыграл во второй половине сезона 10 матчей. 1 июля 2016 года переход Роза в «Лорьян» был оформлен на постоянной основе. Трансфер обошёлся клубу в 1,5 млн евро. В начале 2017 года Линдсей был отдан в аренду в «Бастию». 20 января в матче против «Ниццы» он дебютировал за новую команду. После окончания аренды Роз вернулся в «Лорьян».

## Международная карьера
Родители Роза родом с Маврикия, поэтому в начале свое карьеры он представлял на международном уровне это африканское государство, сыграв несколько матчей за команду до 17 лет в 2008 году. Вскоре после этого он был призван в сборную Франции до 18 лет, а год спустя - в сборную до 19 лет. В 2012 и 2013 годах Роз в составе молодёжной сборной Франции принимал участие в Турнире в Тулоне.
Он заявил, что хочет пробиться в основную сборную Франции, но если у него это не получится, готов выступать за сборную Маврикия.
В октябре 2017 года Роз заявил о том, что будет выступать за сборную Маврикия. Он был вызван на товарищеский матч против Экваториальной Гвинеи 8 октября, но не сыграл из-за травмы. 22 марта 2018 года он дебютировал за Маврикий, в матче против Макао (1:0).